# 3499 Hoppe
3499 Hoppe (1981 VW1) là một tiểu hành tinh vành đai chính được phát hiện ngày 3 tháng 11 năm 1981 bởi Freimut Börngen và Kirsch, K. ở Tautenburg.